# Pueblo enxet
Los enxet, enxet sur o lenguas del sur son un pueblo indígena perteneciente al grupo lengua que viven en la región del Gran Chaco al oeste de Paraguay. Originariamente cazadores-recolectores, ahora muchos de ellos se ven forzados a completar su sustento como trabajadores en los ranchos ganaderos que han invadido su hábitat natural menguante en el bosque. 
El territorio tradicional enxet se extiende entre el riacho Montelindo al sur, el río Paraguay al este, el riacho González al norte y una línea paralela al río Paraguay de unos 200 kilómetros aproximadamente.
Existe un conflicto entre los enxet, el gobierno de Paraguay y los ganaderos, que quieren destruir lo que queda del bosque para abrir la tierra a asentamientos masivos. Según la organización en defensa de los derechos indígenas Survival International, “los indígenas han sufrido, en tiempos recientes, un acoso y violencia extremos, con el fin de expulsarlos de la poca tierra que aún ocupan o matarlos de hambre”.
Hoy en día, muy pocos enxet son todavía capaces de mantener su forma de vida tradicional, mientras que la mayoría vive en pequeños asentamientos patrocinados por varias organizaciones misioneras.
De acuerdo a los resultados del III Censo Nacional de Población y Viviendas para Pueblos Indígenas de 2012 en Paraguay viven 5740 enxet, de los cuales 5389 en el departamento de Presidente Hayes y 381 en el departamento de Concepción.
El idioma enxet es aun vigoroso y pertenece al grupo de las lenguas mascoyanas.